# Dwangmatige persoonlijkheidsstoornis
De dwangmatige persoonlijkheidsstoornis, voorheen bekend als een obsessieve-compulsieve persoonlijkheidsstoornis (OCPS) of obsessief-compulsieve persoonlijkheidsstoornis en in het classificatiesysteem ICD-10 van de Wereldgezondheidsorganisatie anankastische persoonlijkheidsstoornis genoemd, is een persoonlijkheidsstoornis die wordt gekenmerkt door algemene psychologische inflexibiliteit, zeer strikte naleving van regels en procedures, perfectionisme, en overmatige ordelijkheid.

## Kenmerken
Mensen met een dwangmatige persoonlijkheidsstoornis zijn bijvoorbeeld vaak overdreven zuinig met geld, houden hun huis perfect op orde, of willen taken niet delegeren omdat ze bang zijn dat deze niet correct worden uitgevoerd. Ze zijn soms rigide in hun morele opvattingen, met weinig 'grijstinten'; ze vinden iets óf volledig goed, óf volledig fout. Zelf zijn ze meestal gewetensvol. Hun persoonlijke relaties verlopen moeizaam, omdat ze te hoge eisen stellen aan vrienden, partners, en kinderen.
Het hebben van een dwangmatige persoonlijkheidsstoornis is voor de patiënt erg vermoeiend en kan daarom leiden tot klachten zoals stress, angst, paniek, somberheid en overspannenheid. Daarbij hebben personen met deze persoonlijkheidsstoornis gemiddeld vaker een eetstoornis zoals Anorexia nervosa.
Een dwangmatige persoonlijkheidsstoornis wordt vaak verward met de obsessieve-compulsieve stoornis (OCS). Deze laatste aandoening is in de DSM-5 gecategoriseerd als een van de obsessieve-compulsieve en verwante stoornissen. Een persoon met een dwangmatige persoonlijkheidsstoornis hebben over het algemeen niet de neiging om rituele handelingen uit te voeren, terwijl dit juist een specifiek kenmerk van OCS is. Personen met een dwangmatige persoonlijkheidsstoornis streven bovenal naar perfectie, en voelen zich gespannen zolang dingen niet 'goed' of 'ordelijk' zijn.

## Oorzaken
De exacte oorzaak van een dwangmatige persoonlijkheidsstoornis is een combinatie van genetische, psychologische en biologische factoren. Hoe het verder tot ontwikkeling komt is onbekend. Mogelijke psychologische oorzaken zijn een kille, kritische, of strenge houding van de opvoeders, en een omgeving die de nadruk legt op verantwoordelijkheid of schuld, en weinig ruimte biedt voor spel en gevoel. Psychosociaal kan de oorzaak ook worden gezocht in een omgeving die overmatig streeft naar prestatie.

## Behandeling
De behandeling is moeilijk. Deze is er doorgaans op gericht om de patiënt te laten inzien dat er andere meningen bestaan dan de zijne/hare, en dat er meerdere manieren zijn om een taak 'correct' uit te voeren. In sommige gevallen wordt er gewerkt met een zogeheten 'angsthiërarchie': een lijst van obsessies van de patiënt, geordend op mate van importantie voor hem/haar. Het is hierbij de bedoeling dat de patiënt onder begeleiding van zijn/haar behandelaar steeds meer spanning toelaat in zijn/haar leven door (tijdelijk) niet toe te geven aan zijn/haar obsessies. Op die manier raakt de patiënt langzamerhand gewend aan het gevoel van onbehaaglijkheid dat imperfectie bij hem/haar oproept. Het is hierbij van cruciaal belang dat de spanning langzaam wordt opgebouwd; gebeurt dit niet, dan kan de therapie zelfs averechts werken. Het is overigens goed om te weten dat iemand veel of alle eigenschappen van de dwangmatige persoonlijkheidsstoornis kan hebben zonder dat er sprake is van een stoornis; dit is pas het geval als de persoon door zijn/haar karaktereigenschappen ernstig lijdt, in conflict komt met zijn/haar omgeving, enzovoort.